# Movimento de Libertação de Isatabu
Movimento de Libertação de Isatabu (em inglês:  Isatabu Freedom Movement, IFB) é uma organização militante nacionalista da ilha de Guadalcanal, nas Ilhas Salomão.
O movimento também incluiu outras facções, como o Exército Revolucionário de Guadalcanal e a Frente de Libertação de Guadalcanal, liderada pelo senhor da guerra Harold Keke. Esteve engajada na luta contra o Governo das Ilhas Salomão e o Governo Provincial de Guadalcanal, bem como com outra organização militante, a Malaita Eagle Force. Em resposta aos combates, o governo promulgou a Missão de Assistência Regional para as Ilhas Salomão.
O grupo é influenciado pelo Movimento Moro da década de 1930, com seu retorno ao nome de Isatabu do Guadalcanal colonial, e exige o estabelecimento de um sistema de governo federal.
A maioria dos militantes, com a notável exceção de Keke e da Frente de Libertação de Guadalcanal, depôs as armas depois que os líderes assinaram o Acordo de Paz de Townsville.